# Monte Kiruna
Monte Kiruna ou monte Quiruna (em sueco: Kirunavaara ou Kiirunavaara; em Lapão setentrional: Gironvárri; em meänkieli Kierunavaara) é uma montanha da província histórica de Lapónia, no extremo norte da Suécia. 
O ponto mais alto da montanha de Kiruna (Kirunavaara) está a 234 m acima do vizinho lago de Luossajärvi e a 736 metros acima do nível do mar.

No seu interior está um dos maiores jazigos de ferro do Mundo, explorado através da mina de Kiruna pela empresa sueca LKAB desde inícios do século XX. Está localizada a oeste da cidade de Kiruna.